# El hada y el pastor
El hada y el pastor (en hangul, 견우와 선녀; romanización revisada, Gyeonuwa Seonnyeo; literalmente, «El pastor de vacas y el hada») es una serie de televisión surcoreana, un romance de fantasía en doce capítulos basado en el webtoon del mismo título original de Ahn Soo-min. La serie esta escrita por Yang Ji-hoon, dirigida por Kim Yong-wan, y protagonizada por Cho Yi-hyun, Choo Young-woo, Cha Kang-yoon y Choo Ja-hyun. Se emite en tvN del 23 de junio al 29 de julio de 2025, en horario de lunes y martes a las 20:50 (KST). También está disponible para Corea del Sur en TVING, e internacionalmente en el servicio OTT Prime Video.

## Sinopsis
Una historia sobre un primer amor, y una prueba más de que amor omnia vincit. Seong-ah es una chica de 18 años que estudia en el último curso de secundaria, pero por la noche se convierte en chamana; en clase se burlan de ella porque ve fantasmas y habla con ellos, pero Seong-ah sonríe y sigue adelante. Gyeon-woo es un coetáneo de ella, un atractivo joven que parece el destinatario de todas las desgracias posibles en el mundo. Seong-ah decide protegerle y tratar de cambiar su funesto destino desde que lo ve por pimera vez entrando en su templo.

## Reparto

### Principal
- Cho Yi-hyun como Park Seong-ah, estudiante de preparatoria durante el día, chamana por la noche. Se enamora a primera vista de Gyeon-woo y termina salvándolo de la desgracia.[2][3]
- Choo Young-woo como Bae Gyeon-woo, que parece ser víctima de todas las desgracias del mundo; pero es tan valiente y asombroso que ha sobrevivido hasta ahora. El primer amor de Seong-ah.[4][5]
- Cha Kang-yoon como Pyo Ji-ho, un estudiante amigo de Seong-ah; un joven alegre, indiferente al amor y a los demás, pero infinitamente cariñoso con ella.[6][7]
- Choo Ja-hyun como Yeom-hwa, una chamana con profundas heridas internas y sed de venganza. Por fuera es una mujer elegante y sofisticada, de apariencia agradable; todo lo que viste, de pies a cabeza, son artículos de edición limitada. Su cuenta de Instagram es tan llamativa como la de cualquier influyente popular, y siempre recibe llamadas de la televisión, de la radio e incluso de canales de YouTube.[8][9][10]

### Secundario

#### Familia chamánica
- Kim Mi-kyung como el general Dongcheon, suegra de Seong-ah y exsuegra de Yeom-hwa, quien usa una espada en lugar de una campana para atrapar espíritus malignos. Fue quien crio a Seong-ah con un amor incondicional.[11][12]
- Yoon Byung-hee como Kkotdoryeong, el Chico Flor, famoso por usar talismanes.[11][12]
- Lee Soo-mi como la tía, la persona adecuada para cada situación.[11][12]

#### Hwamokgo
- Kim Min-joo como Gu Do-yeon, que se convierte en la mejor amiga de Seong-ah. Es una chica otaku de rostro oscuro y melancólico, con un corte de pelo bob y un flequillo largo que le cubre la mitad de los ojos. Es una de las dos o tres chicas comunes y corrientes de cada clase.[13][14]
- Kim Sung-jung como Kim Jin-woong, un delincuente juvenil que vive una vida torcida con un cuerpo cuadrado.[15]
- Hwang Se-in como Jo Hye-ri, una joven atractiva y buena en los estudios y el deporte; está enamorada de Pyo Ji-ho.[16]
- [Por determinar] como Maeng Ju-seung, apodado Rag, difusor de noticias falsas.

#### Otros
- Gil Hae-yeon como Oh Ok-soon, la única familiar de Bae Gyeon-woo, y que es el centro del drama. Su deseo de toda la vida es que su nieto, quien nació con mala suerte, disfrute de la felicidad común y corriente, y desarrolla una profunda relación con Seong-ah.[17]
- Park Jeong-pyo como Yang, el entrenador de tiro con arco de la escuela secundaria donde estudia Park Seong-ah.[18]

## Banda sonora original
El director musical de El hada y el pastor es Kim Dong-wook. El primer tema musical de la banda sonora original de la serie, D-Day, es interpretado por el grupo Zerobaseone, y se lanzó el 24 de junio. El título se refiere al día de la declaración de amor, el momento en que se pasa de amigos a novios. En la banda sonora tendrá también una canción el protagonista Choo Young-woo.
La banda sonora completa consta de 62 pistas, tiene una duración de dos horas y trece minutos, y se publicó el 30 de julio de 2025.
| Parte | Fecha de publicación                                                                 | Título                                                                               | Letra                                                                                | Música                                                                               | Artista                                                                              | Dur.                                                                                 | Ref.                                                                                 |
| ----- | ------------------------------------------------------------------------------------ | ------------------------------------------------------------------------------------ | ------------------------------------------------------------------------------------ | ------------------------------------------------------------------------------------ | ------------------------------------------------------------------------------------ | ------------------------------------------------------------------------------------ | ------------------------------------------------------------------------------------ |
| 1     | 24 de junio de 2025                                                                  | «D-DAY»                                                                              | OGI (GCA *)                                                                          | Woobin (GCA *), Jihye (GCA *), OGI (GCA *)                                           | Zerobaseone                                                                          | 3:11                                                                                 | [ 23 ]                                                                               |
| 2     | 30 de junio de 2025                                                                  | «Upside Down»                                                                        | Kevin_D(D_answer)                                                                    | Kevin_D(D_answer), Mrey, Stephen Lee(D_answer)                                       | Youngpa                                                                              | 2:53                                                                                 | [ 24 ]                                                                               |
| 3     | 2 de julio de 2025                                                                   | 안녕(«Hola»)                                                                         | KINSHA, AllThou                                                                      | AllThou, Suhyun Kim                                                                  | Choo Young-woo                                                                       | 4:21                                                                                 | [ 25 ] [ 21 ]                                                                        |
| 4     | 8 de julio de 2025                                                                   | «Better with you»                                                                    | Park Ji-yeon (MonoTree)                                                              | Orori (MonoTree), Kwon Ae-jin (MonoTree)                                             | Colde                                                                                | 3:13                                                                                 | [ 26 ] [ 27 ]                                                                        |
| 5     | 15 de julio de 2025                                                                  | 우리우연히만나 («Nos conocimos por casualidad»)                                      | Aseul, NieN                                                                          | NieN                                                                                 | Miyeon                                                                               | 4:22                                                                                 | [ 28 ]                                                                               |
| 6     | 21 de julio de 2025                                                                  | 닿을까봐 («Tengo miedo de que pueda tocarme»)                                        | Park Woo-sang                                                                        | Park Woo-sang, Siu, SiBi, KUNI                                                       | Cheeze                                                                               | 2:59                                                                                 | [ 29 ]                                                                               |
| 7     | 22 de julio de 2025                                                                  | 부담 («Carga»)                                                                       | LOOGONE, Han Kyung-soo                                                               | LOOGONE, Han Kyung-soo                                                               | Jo Hyun-ah                                                                           | 4:44                                                                                 | [ 30 ]                                                                               |
| Notas | Las canciones de la banda sonora tienen una versión instrumental de igual duración . | Las canciones de la banda sonora tienen una versión instrumental de igual duración . | Las canciones de la banda sonora tienen una versión instrumental de igual duración . | Las canciones de la banda sonora tienen una versión instrumental de igual duración . | Las canciones de la banda sonora tienen una versión instrumental de igual duración . | Las canciones de la banda sonora tienen una versión instrumental de igual duración . | Las canciones de la banda sonora tienen una versión instrumental de igual duración . |

## Producción
El hada y el pastor es una coproducción de Studio Dragon, Dexter Studio y EO Contents Group para tvN. Está basada en el webtoon serializado en Naver 견우와 선녀 [El pastor de vacas y el hada], escrito y dibujado por Ahn Soo-min, aunque existen notables diferencias entre la serie y este; en particular, en él no existe el personaje de la chamana Yeom-hwa, que en la serie es un eje importante de la trama. La guonista es Yang Ji-hoon, y el director Kim Yong-wan, quien ya dirigió The Cursed (tvN, 2020) y La vorágine (Netflix, 2024). Kim comentó así su trabajo: «quería crear un romance audaz y de salvación para jóvenes. Me pareció interesante que se tratara de un género complejo de comedia romántica, con temas humanos, ocultistas y deportivos, y me gustó la sinceridad de su mensaje».
El 21 de agosto de 2024 Artist Company, agencia de Cho Yi-hyun, anunció que estaba considerando favorablemente la oferta de aparecer en la serie; un anuncio similar hizo el mismo día la agencia de Choo Young-woo, J. Wide Company. De este modo, ambos vuelven a trabajar juntos aproximadamente cuatro años después de la emisión de School 2021. Sobre Choo Young-woo declaró el director: «Gyeon-woo es el personaje del que Seong-ah se enamora a primera vista, y el actor Choo Young-woo era perfecto, desde su físico hasta su voz [...] Parecía salido de un cómic y actuaba con una gran fuerza animal [...] Está en pleno auge (en obras como El cuento de la dama Ok, Héroes de guardia y Sin piedad para nadie), así que fue como ganarse la lotería que lo eligieran para nuestro proyecto». Por lo que respecta a Cho Yi-hyun, declaró en la conferencia de prensa de presentación que había legido la obra debido a su interés por el chamanismo, y que para preparar su papel recibió asesoramiento durante tres meses de un chamán.
Durante el rodaje se prestó especial atención a las escenas donde aparecen fantasmas o donde actúan los chamanes; según declaró el director Kim, hubo «muchas reuniones con el equipo de efectos visuales especiales para crear las imágenes de los diversos fantasmas que atormentan a Gyeon-woo. Desde fantasmas familiares hasta fantasmas nunca antes vistos»; la guionista Yang Ji-hoon añadió: «en la obra aparecen diversos chamanes. Los personajes son coloridos y diversos. Intenté capturar las diferencias en los movimientos y los métodos de resolución de problemas que surgen del hecho de que cada chamán lleva atuendos y armas diferentes».
Un cartel que muestra el primer encuentro entre el desafortundao estudiante y la chamana se publicó el 22 de mayo de 2025. El 17 de junio se celebró la conferencia de presentación de la producción, a la que asistieron el director Kim Yong-wan y los protagonistas Cho Yi-hyun, Choo Young-woo, Cha Kang-yoon y Chu Ja-hyun. Tres días después la revista Marie Claire publicó un reportaje fotográfico dedicado a Cho Yi-hyun y Choo Young-woo.

## Estreno y recepción
El hada y el pastor se estrenó el 23 de junio de 2025 en tvN, así como en TVING. Fuera de Corea del Sur se lanzó en Prime Video, según los términos de un acuerdo firmado por la plataforma con la productora CJ ENM el 3 de mayo de 2025, y que se extiende tanto a estrenos como a títulos populares de la compañía, durante 2025 y 2026.

### Audiencia
Según Nielsen Korea, el primer episodio de El hada y el pastor registró un promedio del 4,7 % y un pico del 5,6 % en el área metropolitana de Seúl, y un promedio del 4,3 % y un pico del 5,2 % a nivel nacional, ocupando el primer lugar en su franja horaria, incluyendo canales por cable y programación integral. De este modo superó ya en su primer episodio el máximo de audiencia de la serie a la que seguía en la franja horaria, Otro brindis para el amor, que se había quedado en un 3,7 %. Los índices de audiencia de hombres y mujeres de entre 20 y 40 años, que son el grupo demográfico objetivo de tvN, registraron un pico nacional del 2,0 %, la cifra más alta entre las series de lunes a martes de tvN en 2025,. También recibió comentarios positivos por parte de los internautas.
| Temporada | Temporada | Episodio número | Episodio número | Episodio número | Episodio número | Episodio número | Episodio número | Episodio número | Episodio número | Episodio número | Episodio número | Episodio número | Episodio número | Promedio |
| Temporada | Temporada | 1               | 2               | 3               | 4               | 5               | 6               | 7               | 8               | 9               | 10              | 11              | 12              | Promedio |
| --------- | --------- | --------------- | --------------- | --------------- | --------------- | --------------- | --------------- | --------------- | --------------- | --------------- | --------------- | --------------- | --------------- | -------- |
|           | 1         | 1043            | 1104            | 886             | 788             | 851             | 961             | 1165            | 1040            | 1055            | 1026            | 1159            | 1167            | 1020     |

| Episodio | Fecha de emisión    | Índices de audiencia (Nielsen Korea) | Índices de audiencia (Nielsen Korea) |
| Episodio | Fecha de emisión    | Nacional                             | Seúl                                 |
| --- | ------------------- | ------------------------------------ | ------------------------------------ |
| 1 | 23 de junio de 2025 | 4,295 % (1.ª)                        | 4,691 % (1.ª)                        |
| 2 | 24 de junio de 2025 | 4,365 % (1.ª)                        | 4,490 % (1.ª)                        |
| 3 | 30 de junio de 2025 | 3,740 % (1.ª)                        | 3,873 % (1.ª)                        |
| 4 | 1 de julio de 2025  | 3,483 % (1.ª)                        | 3,539 % (1.ª)                        |
| 5 | 7 de julio de 2025  | 3,683 % (1.ª)                        | 3,813 % (1.ª)                        |
| 6 | 8 de julio de 2025  | 4,005 % (1.ª)                        | 3,910 % (1.ª)                        |
| 7 | 14 de julio de 2025 | 4,822 % (1.ª)                        | 4,566 % (1.ª)                        |
| 8 | 15 de julio de 2025 | 4,431 % (1.ª)                        | 4,367 % (1.ª)                        |
| 9 | 21 de julio de 2025 | 4,569 % (1.ª)                        | 4,482 % (1.ª)                        |
| 10 | 22 de julio de 2025 | 4,416 % (1.ª)                        | 4,202 % (1.ª)                        |
| 11 | 28 de julio de 2025 | 4,686 % (1.ª)                        | 4,614 % (1.ª)                        |
| 12 | 29 de julio de 2025 | 4,942 % (1.ª)                        | 5,109 % (1.ª)                        |
| Promedio | Promedio            | 4,286 %                              | 4,305 %                              |
| - En la tabla superior, los números azules representan las calificaciones más bajas y los números rojos representan las más altas. - Esta serie se transmite en un canal de cable/televisión de pago, que normalmente tiene una audiencia menor respecto a las emisoras de televisión públicas/gratuitas (KBS, SBS, MBC y EBS). |                     |                                      |                                      |